# Emmanuel Chukwudi Eze
Emmanuel Chukwudi Eze (* 18. Januar 1963; † 30. Dezember 2007 in Lewisburg, Pennsylvania) war ein nigerianischer Philosoph.
Eze war Philosophie Professor an der DePaul University in Chicago (Illinois) und Herausgeber zahlreicher Standardwerke zur postkolonialen Philosophie, zur Geschichte der Europäischen Philosophie und zur Geschichte der Afrikanischen Philosophie. Er war Chefredakteur der Zeitschrift Philosophia Africana.

## Leben
Eze war der Sohn strenggläubiger Katholiken aus Nigeria. Er besuchte Schulen der Jesuiten in Benin, Nigeria und Zaire. 1982 schloss er die Igbo-Eze Secondary School ab. Ab September desselben Jahres arbeitete er als Angestellter im Landwirtschaftsministerium des Bundesstaates Kaduna in Funtua.
1983 gab Eze seine Stelle auf und schrieb sich am Jesuiten-Noviziat St. Ignatius in Benin City ein. Von 1985 bis 1987 studierte er am S. Pierre Canisius College in Kimwenza in der Demokratischen Republik Kongo. Danach unterrichtete er ein Jahr lang Französisch am Bishop Kelly College in Benin City, bevor er nach New York zog. Er erhielt seinen Master (1989) und seinen Doktortitel (1993) von der Fordham University. Sein Doktorthema lautete „Rationalität und die Debatten über afrikanische Philosophie“.
Eze lehrte an der Bucknell University in Lewisburgh und am Mount Holyoke College. Darüber hinaus war er Postdoktorand an der Universität Cambridge (1996–1997, wo er das M.Phil.-Programm für Afrikastudien konzipierte), Gastprofessor an der New School for Social Research (1997) und an der Universität Kapstadt (2003).
In den 1990er Jahren wurde Eze dadurch bekannt, dass er Immanuel Kant Rassismus vorwarf und die These vertrat, dass diese Tatsache von westlichen Denkern oft beschönigt und verdrängt werde. Eze gilt als einer der Begründer der Critical Philosophy of Race.

## Werke
- On Reason: Rationality in a World of Cultural Conflict and Racism (2008) ISBN 978-0-8223-4195-6
- Achieving our Humanity: The Idea of the Postracial Future (2001), ISBN 0-415-92941-5.
- Race and the Enlightenment: A Reader (1997), ISBN 0-631-20137-8.
- Postcolonial African Philosophy. A critical reader Oxford: Blackwell, 1997. ISBN 0-631-20340-0
- African Philosophy: An Anthology, ISBN 0-631-20338-9.
- Pensamiento Africano (I): Ética y política, ISBN 84-7290-155-6.
- Pensamiento Africano (II): Filosofía, ISBN 84-7290-189-0.
- Pensamieto Africano (III): Cultura y Sociada, ISBN 84-7290-282-X.

## Rezensionen
- Carmen L. Bohórquez: “Apel, Dussel, Wiredu and Eze: An Intercultural Approach to the Ideal of Justice,” Revista de Filosofia, Vol. 34, No. 1 (2000): 7–16.
- Michael A. Rosenthal: “‘The black, scabby Brazilian’: Some Thoughts on Race and Early Modern Philosophy,” Philosophy and Social Criticism, Vo.l 31, No. 2 (2005): 211–221.
- M.L. Thomas: "The Consensus-Democracy Model of the Akan as an Alternative Approach to Political Decision Making.”

“Achieving our Humanity: The Idea of the Postracial Future”
- Frank M. Kirkland: Notre Dame Philosophical Review, 2002.04.05 online bei ndpr.nd.edu (englisch)
- Cleavis Headley: “The Ideal of the Postracial Future,” in: Philosophia Africana, Vol. 7, No. 1, 2004:109–202.
- Charles W. Mills: "Kant's Untermenschen, in: Andrew Valls (ed.), Race and Racism in Modern Philosophy, Cornell University Press, 2005, pp. 169–193.

“Race and the Enlightenment: A Reader”:
- Peter Hulme: Research in African Literatures, Vol. 31, No. 2, 2000: 232–233
- Bob Carter: “Out of Africa: Philosophy, 'race' and agency ,” in: Radical Philosophy, May/June 1998.
- Andrew N. Carpenter: Teaching Philosophy, Vol. 23 No. 3 (2000).
- Felmon Davis, Constellations, Vol. 5, No. 2, 1998: 296–304
- Journal of Blacks in Higher Education,  No. 16, 1997: 137–138
- Adam Shatz: “What has the worst of the Enlightenment have to do with the best of it?,” in: Lingua Franca, April-May 1997, pp. 19–20

“Postcolonial African Philosophy: A Critical Reader”:
- Kai Kresse: polylog: Forum for Intercultural Philosophy
- The Sociological Review, Vol. 45, No. 4, 1997: 704–750
- Transformation, Vol. 18, No. 4, 2001: 264

“African Philosophy: An Anthology”:
- Barry Hallen: “African Philosophy in a New Key,” in: African Studies Review,  Vol. 43,  No. 3, 2000: 131–134.
- Stephen Clark: “African Philosophy: an anthology,” in: Afr Aff (Lond), 1999 98: 128–130.
- Nigel Gibson: In: African and Asian Studies, Vol. 36, No. 3, 2001: 253–329.
- Rodney C. Roberts: In: Philosophy East and West,  October, 1999

## Beiträge
- The Color of Reason: The Idea of Race in Kant's Anthropology. In: Katherine Faull: Anthropology and the German Enlightenment. Lewisburg, PA: Bucknell University Press, 1995